# Ichneumon nearctivernus
Ichneumon nearctivernus là một loài tò vò trong họ Ichneumonidae.